# Appenfeld
Appenfeld ist ein Ortsteil der Gemeinde Knüllwald im nordhessischen Schwalm-Eder-Kreis. Der an der Efze im Knüllgebirge gelegene Ort ist der südlichste Ortsteil der Gemeinde Knüllwald. Durch Appenfeld verläuft die Landesstraße 3152.

## Geschichte
Die älteste bekannte schriftliche Erwähnung von Niederappenfeld und Oberappenfeld als Appenfelt erfolgte im Jahr 1250. Die beiden Orte waren bis 1958 eigenständige Gemeinden. Nach dem Zusammenschluss entstand die Gemeinde Appenfeld, die im Zuge der Gebietsreform in Hessen zum 31. Dezember 1971 auf freiwilliger Basis ein Ortsteil der Gemeinde Knüllwald wurde. Für die nach Knüllwald eingegliederten, ehemals eigenständigen Gemeinden wurde je ein Ortsbezirk mit Ortsbeirat und Ortsvorsteher nach der Hessischen Gemeindeordnung gebildet.

## Bevölkerung
Einwohnerstruktur 2011
Nach den Erhebungen des Zensus 2011 lebten am Stichtag, dem 9. Mai 2011, in Appenfeld 186 Einwohner. Darunter waren 3 (1,6 %) Ausländer. Nach dem Lebensalter waren 18 Einwohner unter 18 Jahren, 66 zwischen 18 und 49, 54 zwischen 50 und 64 und 48 Einwohner waren älter. Die Einwohner lebten in 84 Haushalten. Davon waren 24 Singlehaushalte, 21 Paare ohne Kinder und 30 Paare mit Kindern, sowie 9 Alleinerziehende und keine Wohngemeinschaften. In 18 Haushalten lebten ausschließlich Senioren und in 45 Haushaltungen lebten keine Senioren.
Einwohnerentwicklung
| Quelle: Historisches Ortslexikon | |
| • 1961:                          | 270 evangelische (= 97,12 %), 7 katholische (= 2,52 %) Einwohner                                                                   |
| • 1961:                          | Erwerbspersonen: 100 Land- und Forstwirtschaft, 28 Produzierendes Gewerbe, 3 Handel und Verkehr, 13 Dienstleistungen und Sonstiges |

| Appenfeld: Einwohnerzahlen von 1834 bis 2011 | Appenfeld: Einwohnerzahlen von 1834 bis 2011 | Appenfeld: Einwohnerzahlen von 1834 bis 2011 | Appenfeld: Einwohnerzahlen von 1834 bis 2011 | Appenfeld: Einwohnerzahlen von 1834 bis 2011 |
| --- | -------------------------------------------- | -------------------------------------------- | -------------------------------------------- | -------------------------------------------- |
| Jahr |                                              |                                              |                                              | Einwohner                                    |
| 1834 | 1834                                         |                                              | 371                                          | 371                                          |
| 1840 | 1840                                         |                                              | 389                                          | 389                                          |
| 1846 | 1846                                         |                                              | 341                                          | 341                                          |
| 1852 | 1852                                         |                                              | 367                                          | 367                                          |
| 1858 | 1858                                         |                                              | 334                                          | 334                                          |
| 1864 | 1864                                         |                                              | 345                                          | 345                                          |
| 1871 | 1871                                         |                                              | 319                                          | 319                                          |
| 1875 | 1875                                         |                                              | 307                                          | 307                                          |
| 1885 | 1885                                         |                                              | 282                                          | 282                                          |
| 1895 | 1895                                         |                                              | 260                                          | 260                                          |
| 1905 | 1905                                         |                                              | 235                                          | 235                                          |
| 1910 | 1910                                         |                                              | 232                                          | 232                                          |
| 1925 | 1925                                         |                                              | 256                                          | 256                                          |
| 1939 | 1939                                         |                                              | 260                                          | 260                                          |
| 1946 | 1946                                         |                                              | 422                                          | 422                                          |
| 1950 | 1950                                         |                                              | 389                                          | 389                                          |
| 1956 | 1956                                         |                                              | 305                                          | 305                                          |
| 1961 | 1961                                         |                                              | 278                                          | 278                                          |
| 1967 | 1967                                         |                                              | 271                                          | 271                                          |
| 1980 | 1980                                         |                                              | ?                                            | ?                                            |
| 1990 | 1990                                         |                                              | ?                                            | ?                                            |
| 2000 | 2000                                         |                                              | ?                                            | ?                                            |
| 2011 | 2011                                         |                                              | 186                                          | 186                                          |
| Datenquelle: Historisches Gemeindeverzeichnis für Hessen: Die Bevölkerung der Gemeinden 1834 bis 1967. Wiesbaden: Hessisches Statistisches Landesamt, 1968. Weitere Quellen: LAGIS; Zensus 2011 |                                              |                                              |                                              |                                              |

## Politik
Für Appenfeld besteht ein Ortsbezirk (Gebiete der ehemaligen Gemeinde Appenfeld) mit Ortsbeirat und Ortsvorsteher nach der Hessischen Gemeindeordnung. Der Ortsbeirat besteht aus sieben Mitgliedern.
Bei den Kommunalwahlen in Hessen 2021 betrug die Wahlbeteiligung zum Ortsbeirat Appenfeld 54,67 %. Alle Kandidaten gehörten der „Wählergemeinschaft Appenfeld“ an. Der Ortsbeirat wählte Kathrin Wissenmann zur Ortsvorsteherin.